# Pogonotriccus
Pogonotriccus – rodzaj ptaków z podrodziny muchotyraników (Pipromorphinae) w rodzinie muchotyranikowatych (Pipromorphidae).

## Zasięg występowania
Rodzaj obejmuje gatunki występujące w Ameryce Południowej.

## Morfologia
Długość ciała 10,5–12 cm; masa ciała 7–11 g.

## Systematyka

### Etymologia
- Pogonotriccus: gr. πωγων pogon, πωγωνος pogonos „broda”; τρίκκος trikkos „mały, nieznany ptak”; w ornitologii triccus oznacza ptaka z rodziny tyrankowatych[5].
- Eupsilostoma: gr. ευ eu „ładny, dobry”; ψιλος psilos „nagi, odkryty”; στομα stoma, στοματος stomatos „usta”[6]. Gatunek typowy: Muscicapa eximia Temminck, 1822.
- Guracava: tupijska nazwa Guracáva lub Guaracáva dla różnych tyranków[7]. Gatunek typowy: Guracava difficilis H. von Ihering & R. von Ihering, 1907.

### Podział systematyczny
Do rodzaju należą następujące gatunki:
- Pogonotriccus difficilis (H. von Ihering & R. von Ihering, 1907) – tyrańczyk białooki
- Pogonotriccus eximius (Temminck, 1822) – tyrańczyk białobrewy
- Pogonotriccus ophthalmicus Taczanowski, 1874 – tyrańczyk łuskolicy
- Pogonotriccus lanyoni (G.R. Graves, 1988) – tyrańczyk kolumbijski
- Pogonotriccus paulista H. von Ihering & R. von Ihering, 1907 – tyrańczyk mały
- Pogonotriccus poecilotis (P.L. Sclater, 1862) – tyrańczyk rdzawopręgi
- Pogonotriccus venezuelanus von Berlepsch, 1907 – tyrańczyk wenezuelski
- Pogonotriccus chapmani (Gilliard, 1940) – tyrańczyk oliwkowy
- Pogonotriccus orbitalis (Cabanis, 1873) – tyrańczyk okularowy